# Blonde hitchcockienne

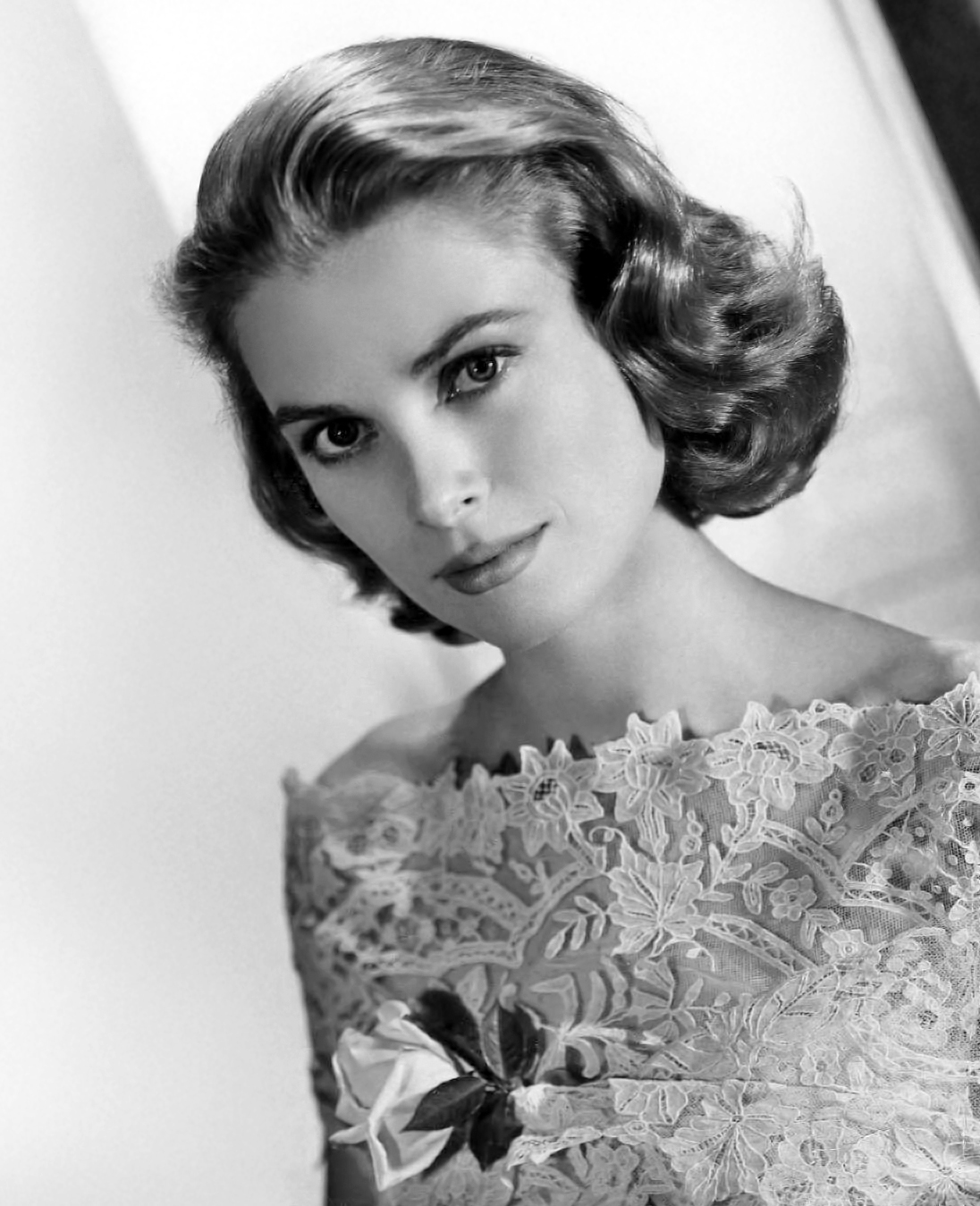
Grace Kelly, la « blonde hitchcockienne » par excellence.

Le terme de « blonde hitchcockienne » désigne une partie des personnages féminins apparaissant dans les films d'Alfred Hitchcock, souvent en tant que premier rôle féminin, et les actrices qui les interprètent. Femmes fatales, elles répondent systématiquement au stéréotype de la belle blonde glaciale et sophistiquée. Beautés froides et diaphanes, elles possèdent paradoxalement un grand charme sensuel. Par extension, on qualifie parfois de « blondes hitchcockiennes » les femmes et actrices possédant les mêmes caractéristiques que ces dernières.

## Les actrices historiques
- Ingrid Bergman
- Karen Black
- Doris Day
- Marlene Dietrich
- Joan Fontaine
- Barbara Harris
- Tippi Hedren
- Claude Jade
- Grace Kelly
- Janet Leigh
- Kim Novak
- Anny Ondra
- Dany Robin
- Eva Marie Saint

Les « blondes hitchcockiennes » historiques
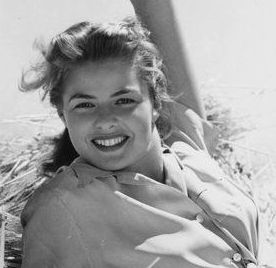
Ingrid Bergman
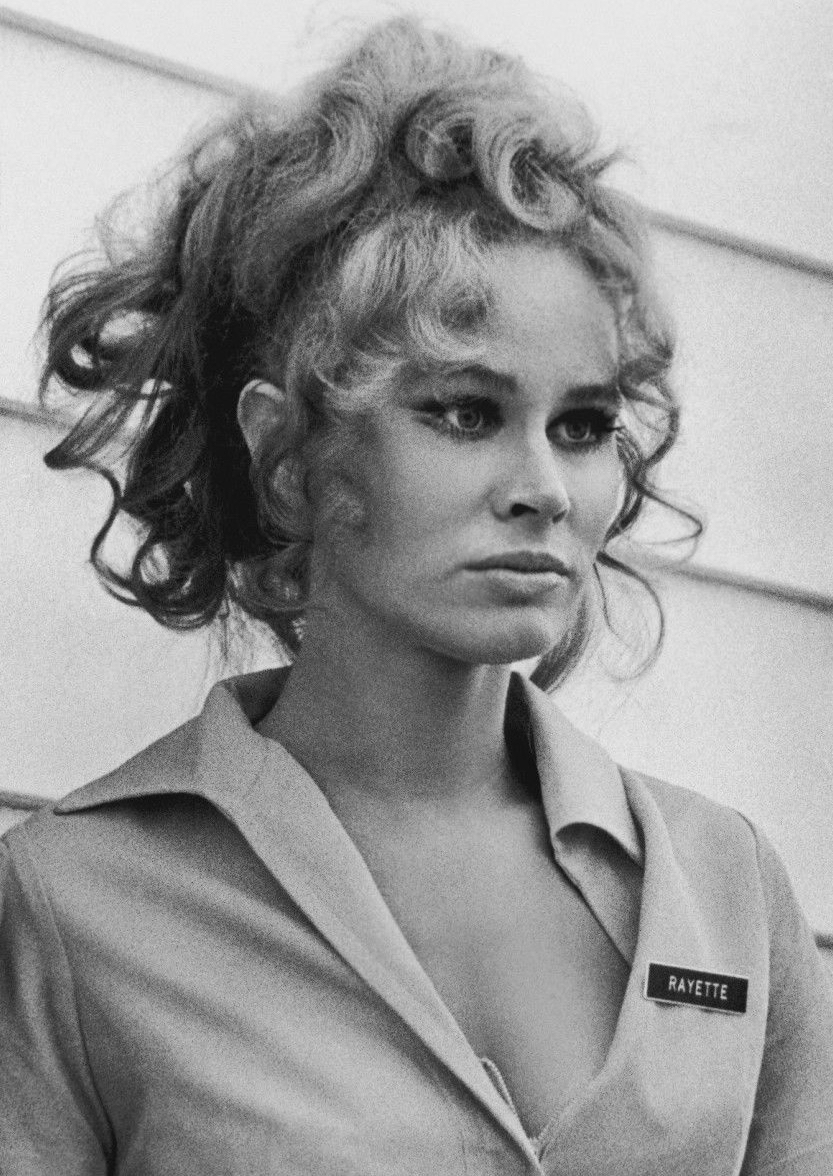
Karen Black
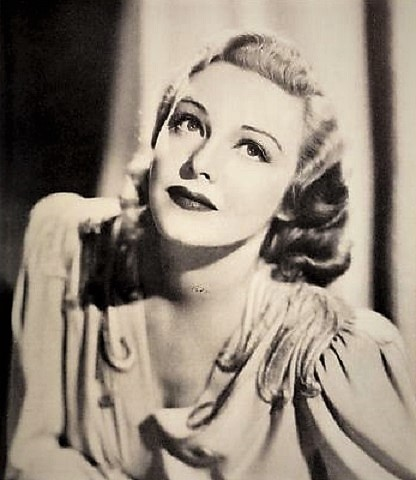
Madeleine Carroll
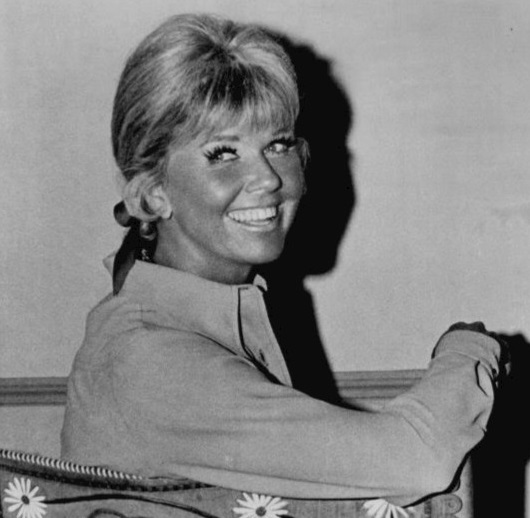
Doris Day
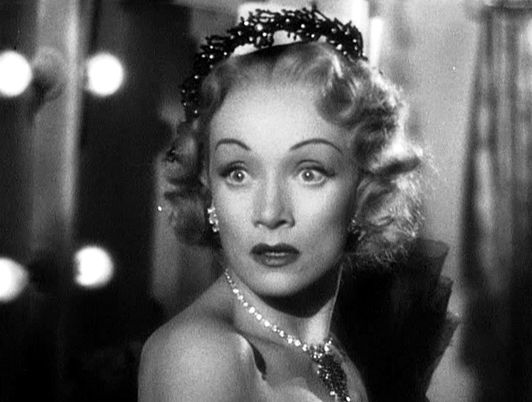
Marlene Dietrich
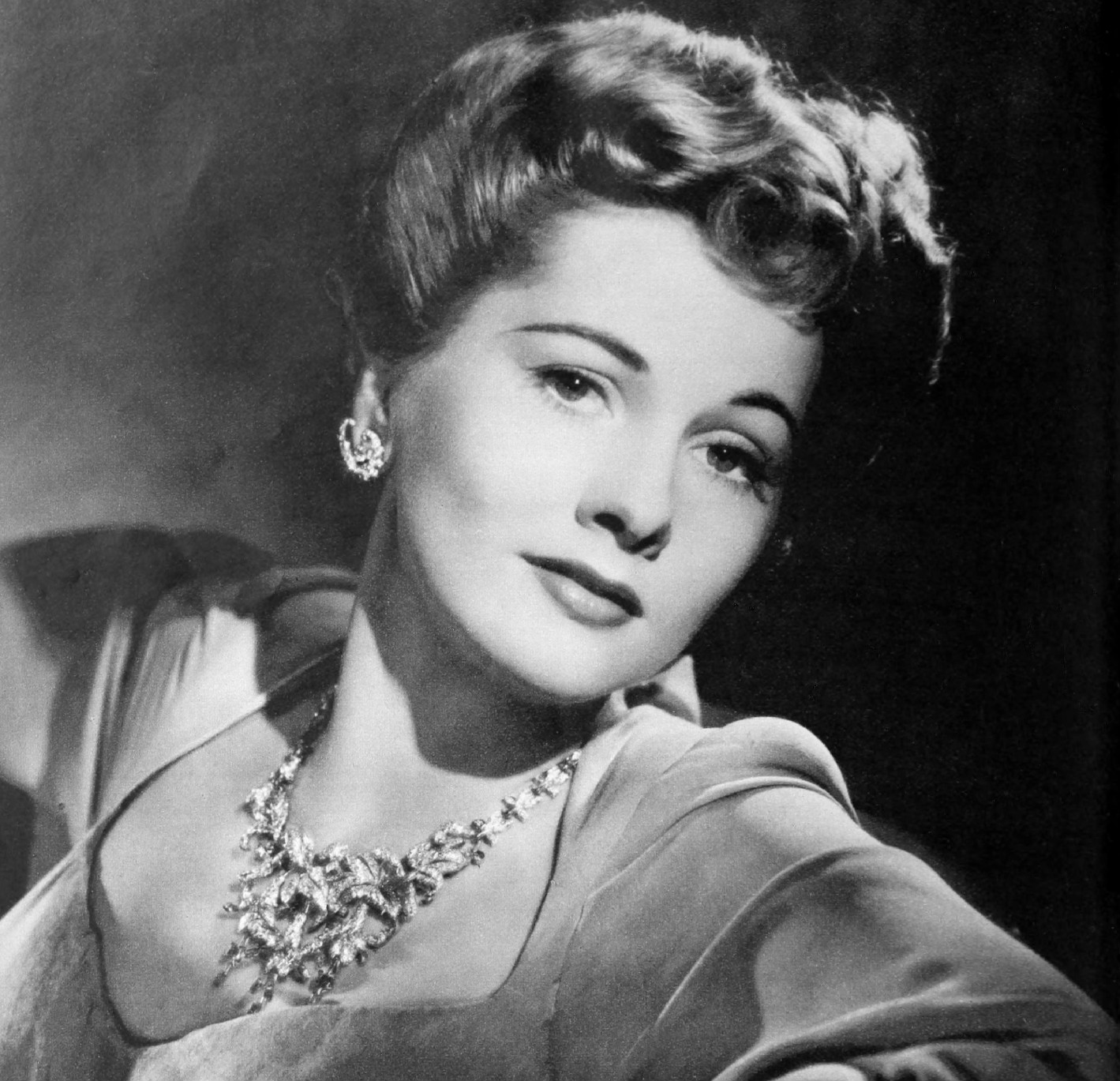
Joan Fontaine
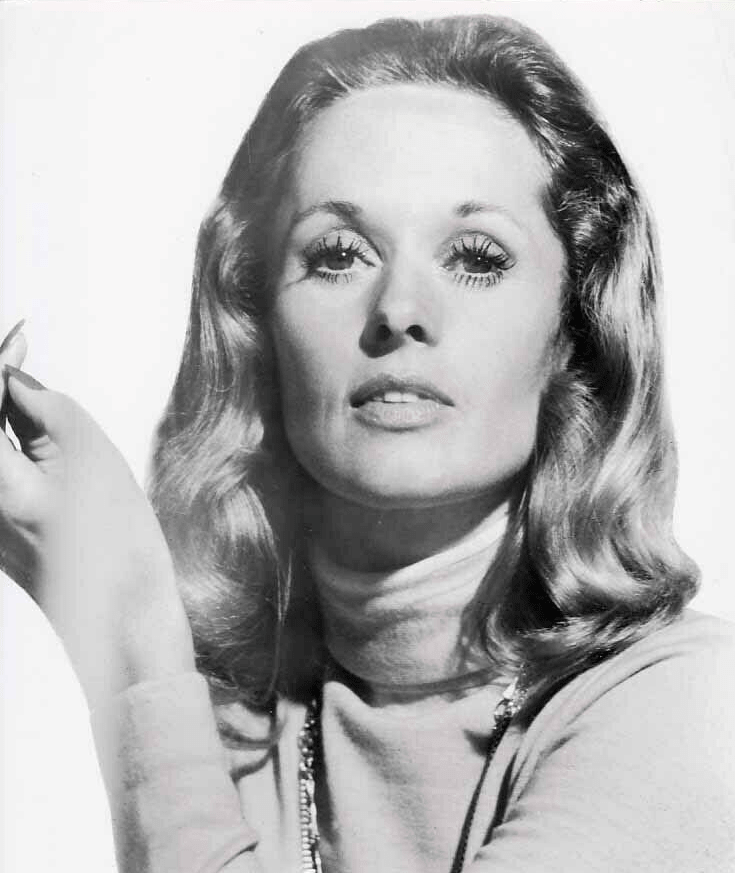
Tippi Hedren
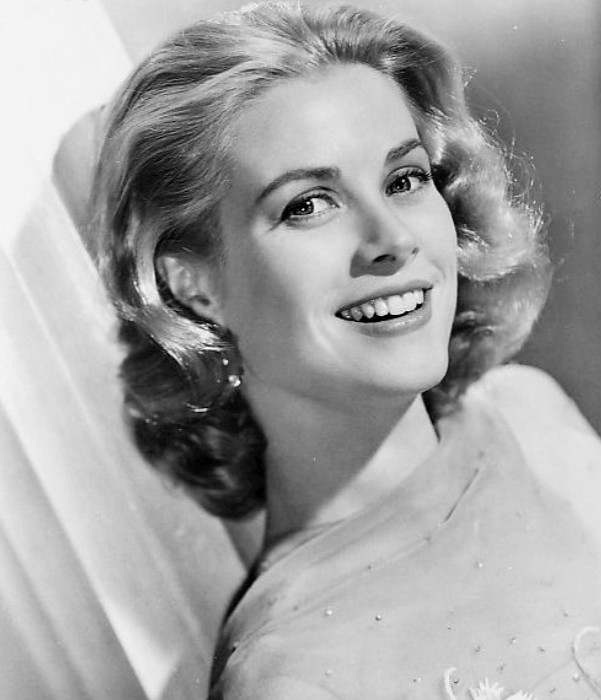
Grace Kelly
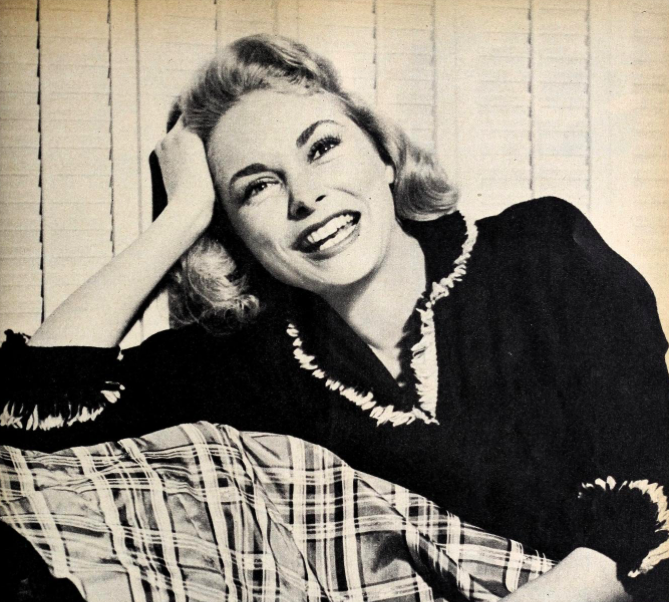
Janet Leigh
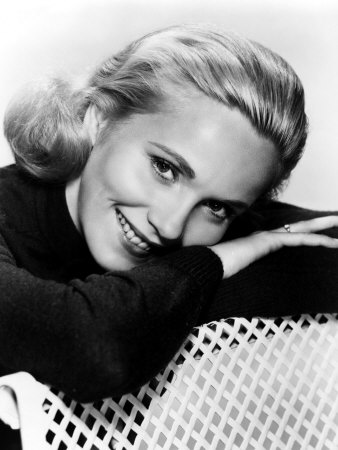
Eva Marie Saint
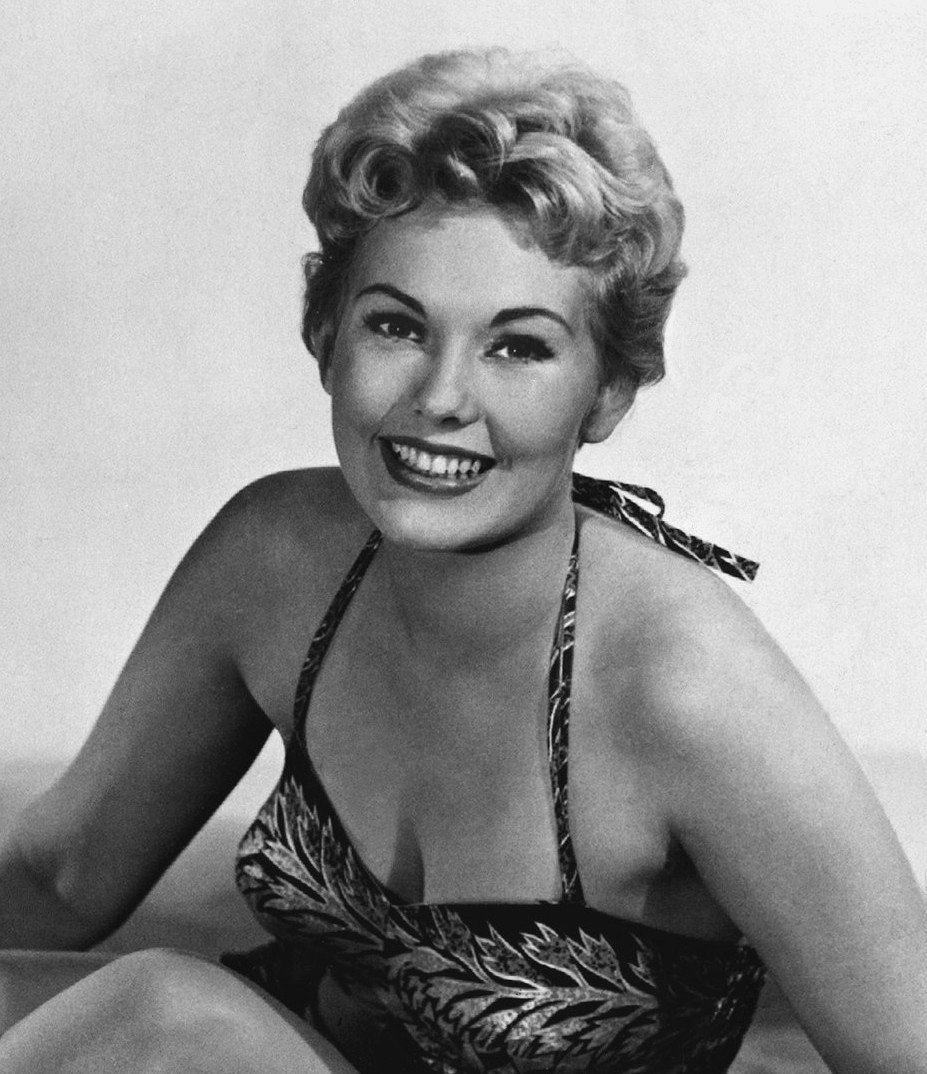
Kim Novak

## Caractéristiques

### Un «volcan sous la neige»

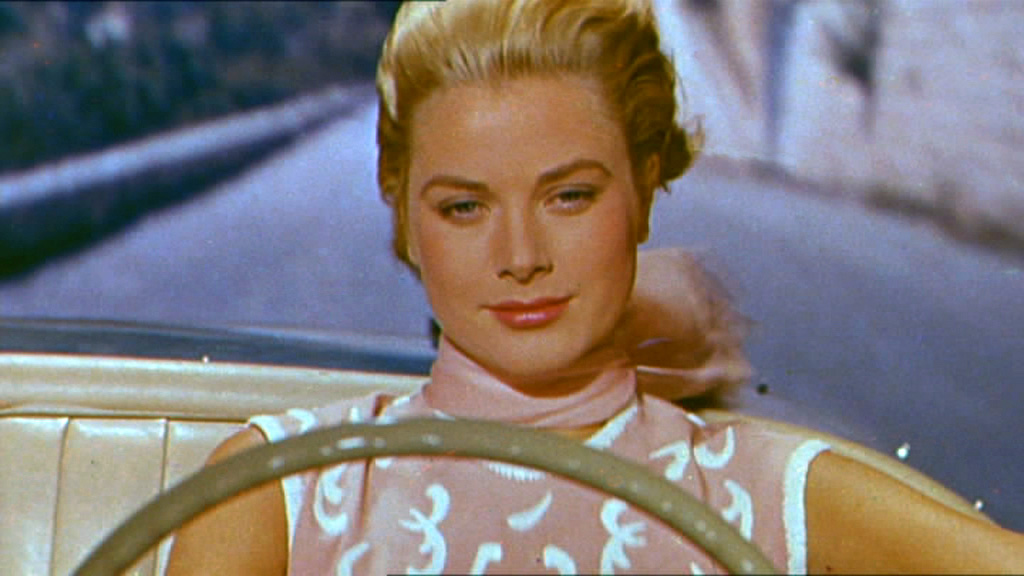
Grace Kelly dans La Main au collet (To Catch a Thief, 1955).

Pour Alfred Hitchcock, la « femme hitchcockienne » est « le vrai sujet de ses films ». Blonde et emplie de noirceur, froide et sensuelle, prude et séductrice, sacrée et vicieuse, cette blonde archétypale est, pour le cinéaste, « la femme parfaite » : « quand j'aborde les questions de sexe à l'écran, je n'oublie pas que, là encore, le suspense commande tout. Si le sexe est trop criard et trop évident, il n'y a plus de suspense. Qu'est-ce qui me dicte le choix d'actrices blondes et sophistiquées ? Nous cherchons des femmes du monde, de vraies dames qui deviendront des putains dans la chambre à coucher ». En effet, les héroïnes d'Hitchcock sont le plus souvent des blondes à la beauté glacée qui, dans un premier temps, ont le profil de femmes idéales, à la vie relativement ennuyeuse et morne, mais qui, dès qu'elles sont réveillées par la passion ou le danger, répondent d'une façon plus sensuelle, animale, voire criminelle. La « blonde hitchcockienne », par rapport aux personnages ingénus de « blondes hollywoodiennes », est subversive. Pour reprendre l'expression du cinéaste, la blonde hitchcockienne est « un volcan sous la neige ». Pour cette raison, il refuse notamment de travailler avec Marilyn Monroe, dont il estime qu'elle a « le sexe affiché sur la figure ».

### Un fantasme hitchcockien

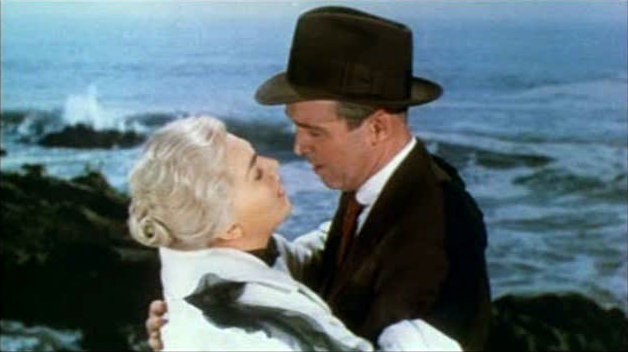
Kim Novak et James Stewart dans Sueurs froides (Vertigo, 1958).

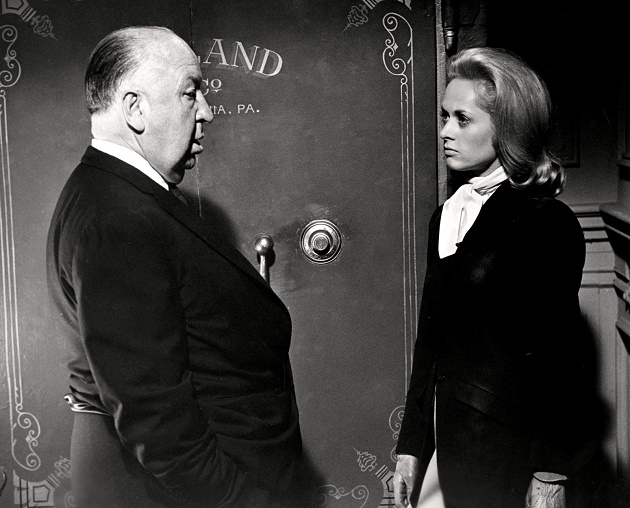
Alfred Hitchcock et Tippi Hedren, en 1964.

La blonde hitchcockienne, semble-t-il, est tout d'abord pour le réalisateur, comme le montre la façon dont elle apparaît dans certains de ses films ultérieurs, l'objet d'une fascination s'apparentant au fétichisme : dans Sueurs froides comme dans La Mort aux trousses, certains plans la mettent en scène, avec une insistance que l'on ne peut que relever, comme un sujet d'une œuvre picturale, que l'on pourrait prosaïquement appeler « Blonde mystérieuse de profil regardant vers la droite » ou, mieux, « Blonde mystérieuse, profil gauche »... On conserve, par ailleurs, un essai d'Anny Ondra pour la version parlante du film Chantage (1939), dans lequel on voit et entend Hitchcock lui poser des questions quelque peu grivoises, et elle y répondre d'un air à la fois choqué et amusé. 
Certains critiques et spécialistes d'Hitchcock, notamment Donald Spoto et Roger Ebert, s'accordent pour dire que Sueurs froides représente le film le plus personnel du réalisateur, et aussi le plus révélateur, étant donné qu'il y est question des obsessions d'un homme qui « sculpte » une femme pour la transformer en celle qu'il désire. Sueurs froides explore d'une manière moins détournée et plus largement qu'aucun autre de ses films l'intérêt du cinéaste pour la relation entre la sexualité et la mort.